# Carmelites Descalces de Tarragona
Les Carmelites Descalces de Tarragona és una obra rococó de Tarragona protegida com a Bé Cultural d'Interès Local.

## Descripció
El convent fou construït el 1712. Té un notable claustre interior i una església de la comunitat del 1764 amb una nau i porta d'accés al carrer del Carme.
És un graciós exemplar de l'estil rococó, veritable obra d'art semblant a la Real Capella. Està ornada als sòcols i bases de les columnes amb diferents marbres del país perfectament polits.

## Història
Els seus retaules, alguns d'estil barroc, foren destruïts durant la passada guerra.